# Batocera tippmanni
Batocera tippmanni là một loài bọ cánh cứng trong họ Cerambycidae.